# Eric Johannesen
Eric Johannesen (Oberhausen, 16 luglio 1988) è un canottiere tedesco, vincitore della medaglia d'oro nell'8 con a Londra 2012 e dell'argento a Rio de Janeiro 2016.

## Biografia
È fratello maggiore di Torben Johannesen, anche lui canottiere di caratura internazionale.

## Palmarès
- Giochi olimpici

Londra 2012: oro nell'8.
Rio de Janeiro 2016: argento nell'8.
- Mondiali

Bled 2011: oro nell'8.
Chungju 2013: argento nell'8.
Amsterdam 2014: argento nell'8.
Aiguebelette-le-Lac 2015: argento nell'8.
- Europei

Siviglia 2013: oro nell'8.
Belgrado 2014: oro nell'8.
Poznań 2015: oro nell'8.
Brandeburgo 2016: oro nell'8.